# 河野昭
河野 昭（こうの あきら、1929年9月11日 - 1995年12月25日）は、愛媛県出身の体操選手、体操指導者。1956年メルボルンオリンピック体操男子団体銀メダリスト。得意種目はあん馬。
宇和島市生まれ。旧制宇和島中（現・宇和島東高）、日本体育専門学校（現・日本体育大学）卒業。竹本正男に師事する。
1952年、1953年、1957年の全日本体操競技選手権大会個人種目別あん馬で優勝。1956年、メルボルン五輪体操男子団体2位、同個人総合16位。1958年、世界体操競技選手権個人種目別あん馬4位。
愛媛大学教授・愛媛大学教育学部附属中学校校長、日本体操協会理事、愛媛県体操協会会長などを歴任した。

## 著書
- 写真・図説器械体操シリーズ〈第1〉鉄棒運動 (1960年・共著)
- 図説器械体操事典 (1965年・共著)